# Avtomobilski katalizator
Avtomobilski katalizator je naprava za pretvarjanje škodljivih izpušnih plinov, ki nastajajo v motorjih z notranjim zgorevanjem, v manj škodljive pline. Sestavljen je iz nešteto majhnih kovinskih ali keramičnih celic na katere nanesejo tanek sloj žlahtnih kovin (platina, rodij, iridij). Vgrajen je v neposredni bližini motorja, saj je njegovo delovanje pogojeno z visoko temperaturo (300 °C - 900 °C). Ločimo dvostezne katalizatorje (two-way), v katerih oksidirajo ogljikov monoksid in nezgoreli ogljikovodiki, ter tristezne katalizatorje (three-way), v katerih poleg oksidacije poteka tudi redukcija škodljivih elementov. 
Za delovanje tristeznega katalizatorja je ključen element Lambda sonda, ki z nadzorom količine kisika v izpušnih plinih, urejuje (preko elektronskega krmiljenja vbrizgavanja goriva) točno in optimalno razmerje goriva in zraka. 
Evropska direktiva 98/69 CEE določa vgradnjo dveh Lambda sond, ene pred in druge za katalizatorjem, za dodatni nadzor izpušnih plinov.
Osnovna funkcija katalizatorja je pretvarjanje škodljivih plinov CO (ogljikov monoksid), CH (ogljikovodiki) in NOx (dušikovi oksidi) v CO2 (ogljikov dioksid), H2O (voda) in N2 (dušik), ki manj obremenjujejo okolje. 

## Reakcije
Oksidacija - pretvorba CO in CH v katalizatorju z dovajanjem dodatnega O2. Pri tem načinu kataliziranja se še vedno sproščajo relativno visoke koncentracije NOx. Katalizator uporabljajo v državah, kjer zakonodaja glede na vsebnost NOx ni posebno stroga. Pri navedenem katalizatorju se del zgorelih plinov vrača v ponovni obtok. Reakcije:
- 2 CO + O2 → 2 CO2
- 4 CH + 5 O2 → 4 CO2 + 2 H2O

Redukcija (trismerna reakcija) - Pretvorba CO, CH in NOx v katalizatorju,v katerem se doseže nižje vsebnosti NOx. Reakcije:  
- 2 CO + 2 NO  → 2 CO2 + N2
- 4 CH + 10 NO → 4 CO2 + 2 H2O + 5 N2

Možne so tudi sekundarne katalitične reakcije, pri katerih nastajajo škodljivi H2S, NO, SO3 in HCN.